# كأس السوبر الأندوري 2008
بطولة كأس السوبر الأندوري 2008 هي النسخة السادسة من بطولة كأس السوبر الأندوري ، لعب يوم 14 سبتمبر 2008 في أيكسوفال ، بين فريق سانتا كولوما الفائز بالدوري وفريق سانت الفائز بكأس أندورا. وقد انتهت المباراة بفوز سانتا كولوما بالمباراة بنتيجة 3–0 ليحصد لقبه الثاني على التوالي والرابع في تاريخ البطولة.

## التفاصيل
| سانتا كولوما                | 3–0 | سانت |
| --------------------------- | --- | ---- |
| بيتو 32'، 75' · رودريغو 76' |     |      |